# Балинезийская кошка
Балинези́йская ко́шка, или бали́йская кошка, или балине́з (англ. balinese) — одна из полудлинношёрстных пород кошек. Порода была выведена в Америке, как полудлинношёрстная разновидность сиамской кошки.

## История
Несмотря на название, балинезийская кошка происходит от первых короткошёрстных сиамских кошек, завезённых в США и Великобританию из Таиланда в середине 1800-х, некоторые из которых оказались носителями рецессивного гена длинной шерсти.
Первоначально, чистокровные сиамские котята с длинной шерстью считались дефектными, а потому продавались заводчиками исключительно в качестве домашних любимцев, непригодных для участия в выставках или дальнейшего разведения. Но уже в середине 1950-х годов, естественная мутация привлекла внимание заводчиков из Cat Fansiers' Association, принявших решение скрещивать ранее бракуемых кошек между собой, чтобы вывести длинношёрстный вариант сиамской породы. Селекционную работу начали Элен Смит из Нью-Йорка и Сильвией Холлэнд [англ.] из Калифорнии, разработавшие методику селекционного отбора. В относительно короткий срок, им удалось получить несколько чистых линий "длинношёрстных сиамских кошек", однако Элен Смит посчитала данное название слишком громоздким, зарегистрировав породу в CFA и TICA как "балинезийскую" в 1970 году, ссылаясь на грацию Балинезийских танцоров.
В 1972 году балинез признала и FIFe, внеся в каталог образовавшийся стандарт породы в 1984 году.
В ходе образования стандарта, порода разделилась на два экстерьера: традиционный сиамский (он же экстерьер "старого типа", очень схожий с Тайской), наиболее близкий к ранним селекционным проектам, и "современный", включавший скрещивание и 
Начиная с 2008 года, состояние стандарта породы перенесло существенные изменения, поскольку решением Cat Fansiers' Association было принято признать балинез и яванскую кошку (полученную в результате скрещивания балинез с ориентальной короткошёрстной) одной и той же породой, что решило проблему с инбридингом, но привело к путанице в экстерьерах и допущенных окрасах для каждого типа.

## Общее описание внешнего вида
Согласно стандартам фелинологических ассоциаций Cat Fansiers' Association, FIFe, GCCF, TICA, балинез должен быть идентичен сиамской кошке, за исключением длины шерсти. В его теле все изящно и гибко, плавные линии сочетаются с мускулистостью и прекрасной физической кондицией. В хорошем балинезе всё должно быть длинным и пропорциональным: тело, ноги, шея, хвост.
Голова среднего размера, в форме удлинённого клина, пропорциональная, на изящной шее, с широко поставленными ушами, сужающаяся к мордочке в идеально прямых линиях, с прямым профилем, сильным подбородком и правильным прикусом.
Профиль прямой от макушки до кончика носа, без выпуклостей и провалов.
Подбородок среднего размера, развитый, его нижняя точка расположена на одной вертикальной линии с кончиком носа.
Уши удивительно большие, с широким основанием, широко поставленные, продолжают линии клина. От подбородка до кончиков ушей прямые линии проходят, образуя треугольник, не прерываясь на скулах.
Глаза «восточные», миндалевидные, поставленные косо, как бы повторяя линии клина. Они должны быть широко поставленные, ясные, насыщенного синего цвета, чем более яркого, тем лучше. Глубоко посаженные, выпуклые, тусклые, бледноокрашенные глаза считаются недостатком. Косоглазие не допускается.
Туловище среднего размера, изящное, длинное на стройных высоких ногах с изящными овальными лапами. Великолепное сочетание крепкого костяка и развитой мускулатуры. Плечи и бедра продолжают линии трубообразного туловища. Бедра не должны быть шире плеч. Задние лапы немного выше передних. Подтянутый живот. Коты могут быть крупнее кошек.
Хвост длинный, тонкий, хлыстообразный, утончающийся к острому кончику. Никакие узлы или изломы не допускаются. Длинная ниспадающая шерсть на хвосте образует плюмаж.
Шерсть средней длины, тонкая, шелковистая, прилегающая, без подшерстка. Постепенно удлиняется от головы к хвосту. Самая длинная шерсть — на хвосте.
Окрас у балийской породы кошек — колор-пойнт. Пойнты — участки корпуса кошки, имеющие яркий, насыщенный цвет шерсти: уши, «маска» на голове, нижняя часть конечностей, хвост. Все остальные области тела, а это, в основном, туловище, максимально светлые и должны отчётливо контрастировать с пойнтами. На туловище допустим лёгкий оттенок в тон окрасу пойнтов. «Маска» на голове закрывает полностью всю морду, включая подушечки усов, и соприкасается с ушами, но не сливается с ними. «Маска» не должна превращаться в «капюшон» и переходить на затылочную часть головы. Отметины на всех участках тела должны быть равномерно прокрашены и одного цвета. В области пойнтов не должно быть никаких белых пятен или отдельных белых волосков. У балинезов старшего возраста есть тенденция к общему потемнению всего тела. Эксперты относятся к этому снисходительно.

## Стандарты
- Стандарт балийской кошки (CFA)

## Характер
Балинезы — умные и любопытные представители семейства кошачьих. Очень активные — любят игры, веселую возню, поэтому прекрасно ладят с детьми и другими животными. Они постоянно хотят общаться с хозяевами : издавая разнообразные звуки, они «разговаривают» с владельцем, обладают мягким, приятным голосом. Любят находиться в центре событий, и чувствуют себя равноправными членами семьи. Они отлично улавливают настроение владельцев и проявляют удивительную деликатность, если их хозяин не в настроении. 

## Уход
Шерсть балийской кошки практически не требует ухода. Она тонкая, шелковистая, полностью лишенная подшерстка. Балинезы прекрасно справляются с уходом за ней. Полностью шёрстный покров у этой породы формируется к 12-18 месяцам. Взрослым особям шерсть иногда надо расчесывать. Для мытья балинезов используют шампунь и кондиционер для длинношёрстных пород кошек. Сушить кошек этой породы рекомендуется теплыми полотенцами. Фен может пересушить нежную шерстку. Главное проследить, чтобы кошка после купания находилась в тепле.
В основном балийские кошки в еде непривередливы, но встречаются и такие, которые сухим предпочитают влажные корма (консервы). Особого режима питания им не требуется. Достаточно соблюдать режим и придерживаться правильного рациона.
Котят балинезов, не достигших шестимесячного возраста, кормят 4 раза в день. Подростков от 6 месяцев до года (иногда до 1,5 лет) - 3 раза в день, взрослых кошек - 2 раза в день.
Существуют профессиональные линейки кормов, с добавками витаминов, улучшающими состояние шерсти. Но иногда хозяева предпочитают кормить питомцев натуральной пищей. Какой бы вариант не выбрали владельцы, нужно помнить, что для активных балинезов большую часть рациона должны составлять белки, чуть меньше жиры и еще меньше — углеводы. Подходит ли выбранный корм питомцу можно понять по состоянию шерсти балинезийской кошки — если она блестит и не клонится, то все в порядке.

## Здоровье и болезни
Балинезийские кошки — теплолюбивые животные, поэтому в доме, где живут эти элегантные красавицы, не должно быть сквозняков и холода, иначе балинезы могут простудиться. По этой же причине лучше не выпускать их на улицу, особенно в холодное время года.
Естественно владельцы должны обращать внимание на состояние зубов, ушей, глазок кошек: протирать пыль и грязь из них ватными тампонами, но если животное что-то активно беспокоит, то обращаться к ветеринару. Когти следует подстригать, стараясь не задеть кровеносные сосуды, каждый год делать профилактические антивирусные прививки. Балинезийские кошки обладают хорошим иммунитетом, это здоровые животные и при правильном содержании проблем с их самочувствием возникнуть не должно, — говорит Ирина Черняева. — Если животное не участвует в племенном разведении, его нужно стерилизовать — так хозяева продлят срок жизни своего любимца и сделают его жизнь более качественной и лишенной серьезных проблем со здоровьем. 

## Галерея

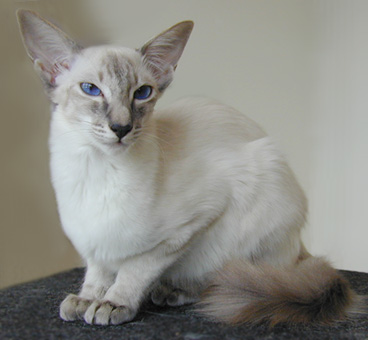
Яванез, экстерьер "современного типа"
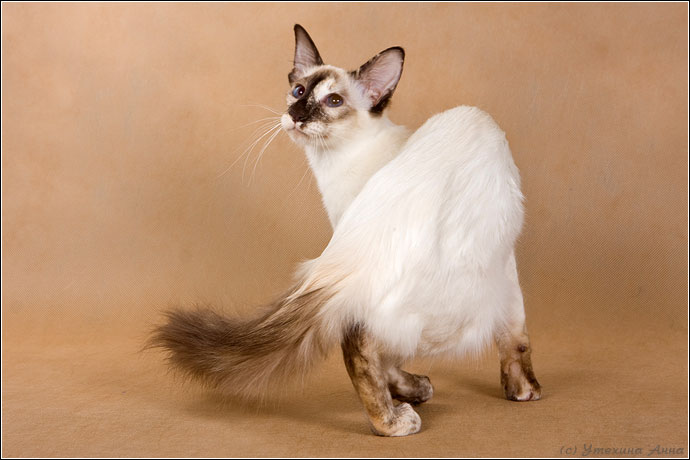
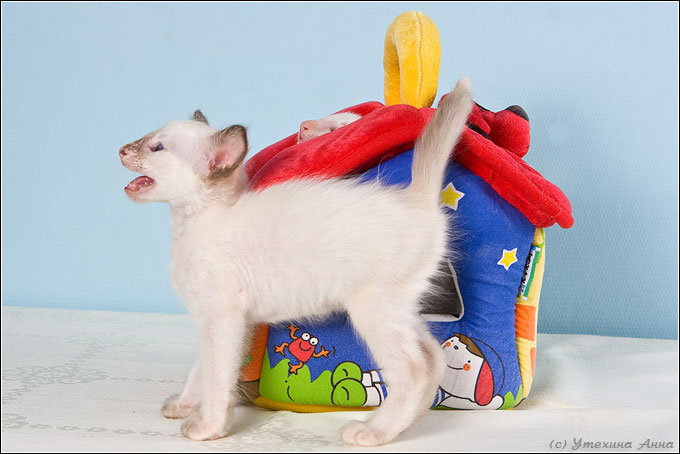
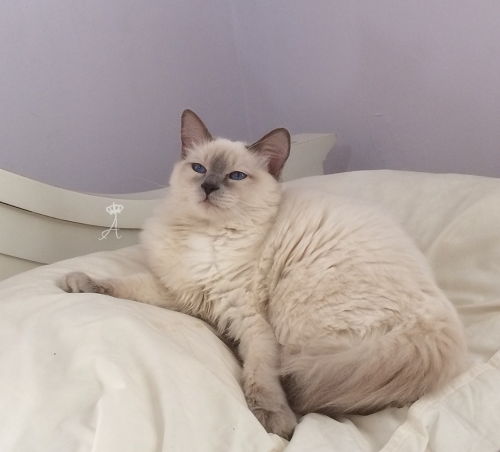
Балинез, экстерьер "старого типа".